# Jean-Yves Desjardins
Jean-Yves Desjardins (* 14. Juni 1931 in Rimouski; † 22. September 2011 in Montreal) war ein kanadischer Psychologe und klinischer Sexologe. Zusammen mit Claude Crépault gründete er 1968 die Abteilung für Sexologie an der Université du Québec à Montréal (UQAM). Durch seine klinischen Forschungen und Beobachtungen entwickelte er Sexocorporel, ein Modell der sexuellen Funktionalität.

## Leben und Wirken
Desjardins wurde am 14. Juni 1931 geboren und wuchs in Rimouski, Québec, auf. Zu Beginn seines Lebens wurde er vom Orden der Spiritaner unterstützt, um sein Studium fortzusetzen, und später zog er nach Hull in Quebec. Er studierte fünf Jahre lang am Petit Séminaire und anschließend zwei Jahre lang am Grand Séminaire in Montreal. Er schloss sein Studium 1960 mit dem Master in Theologie und 1964 mit dem Master in Psychologie ab. Desjardins wurde 1959 in Kirchenmusik und 1970 in Kriminologie promoviert.
Desjardins begann seine berufliche Laufbahn als Sexualtherapeut im Jahr 1965. Später wechselte er 1968 an die Université du Québec à Montréal (UQAM), wo er Sexologie lehrte. Zusammen mit Claude Crépault war er 1968 Mitbegründer der Abteilung für Sexualwissenschaft an der Universität.
In den 1970er Jahren brachte er sein Konzept der menschlichen Sexualität auch über das Radio, Zeitschriften, Videos und andere Quellen an die Öffentlichkeit.
Im Jahr 2004 gründete er zusammen mit einigen anderen Sexologen das Institut Sexocorporel International (ISI) in Genf, Schweiz.
Jean-Yves Desjardins starb nach langer Krankheit im Alter von 80 Jahren am 22. September 2011 in seinem Haus. Bis zu seinem Tod war Desjardins mit Ghislaine Laflamme verheiratet. Der Ehe entstammt die Tochter Lise Desjardins, die ebenfalls Sexologin und Psychotherapeutin ist.

## Sexocorporel
Sexocorporel ist ein Modell für sexuelle Funktionalität. Es wurde in den 1970er Jahren von Desjardins entwickelt, der dieses Konzept bis 1988 an der Universität von Québec in Montreal lehrte. Das Konzept wurde auch in einigen europäischen Ländern angewandt.

## Veröffentlichungen (Auswahl)
- Le mythe du péché solitaire.
  - Englische Ausgabe: The Myth of the Solitary Sin. 1969
- La complémentarité érotique.
  - Englische Ausgabe: The Complementarity of Eroticism. 1978
- L'érotisme au masculin.
  - Englische Ausgabe: Male eroticism. 1980
- L'érotisme au féminin.
  - Englische Ausgabe: Female Eroticism. 1980
- L'érotisme au quotidien.
  - Englische Ausgabe: Eroticism in Everyday Life. 1980
- Les corps érotiques.
  - Englische Ausgabe: The Erotic Bodies. 1981